# 中華淡竹葉
中華淡竹葉（學名：Lophatherum sinense），別稱碎骨子，為禾本科淡竹葉屬植物。本種模式種採自於江西九江。本種染色體數為X=24。 

## 分佈
中華淡竹葉分佈於中國、日本及朝鮮等地，中國國內分佈於湖南、浙江、安徽、江蘇、江西、福建等省份。多長於山坡、林下、路旁草叢及溪旁等蔽陰處。

## 形態特徵
中華淡竹葉是一種多年生草本植物，鬚根下部膨大呈紡錘形，粗而稀疏。稈直立，表面光滑，具6－7節，高約40－110厘米。葉片披針形，基部收縮成柄狀，具橫脈，長約5－20厘米，寬約1.5－3 厘米；葉鞘通常生於節間；葉舌堅硬而短小。花為圓錐花序，主軸較硬，狹窄挺直，長約15－35厘米 ；分枝斜上直立，長約1－8 厘米；小穗卵狀披針形，緊密排列於穗軸之一側，連短芒長約7－9.5 毫米，寬約2.5－3.5 毫米；穎寬卵形，具5－7脈，第一穎長約4毫米，第二穎長約5毫米(116A；第一外稃厚紙質，具7脈，先端具長不及1毫米之芒狀短尖頭，長約5.5－6毫米，寬約5毫米；內稃較短，其後有長約3毫米之小穗軸節間；不育外稃互相密集包卷，先端具長約1毫米之芒狀短尖頭；雄蕊2枚；花藥長約1－1.5 毫米。果為穎果，長橢圓形。

## 醫藥用途
中華淡竹葉的乾燥根莖及塊根入藥，味甘，性寒。中藥名為碎骨子，具清熱、利尿、墮胎、催生等功效，歸類為清熱藥、利尿通淋藥， 主治心煩、口渴、發熱、小便不利等。

## 外部連結
- （简体中文）中国数字植物标本馆中的相关内容：中華淡竹葉
- （简体中文）. 中國自然標本館物種相冊.   [August 4, 2011].